# Neoplocaederus rusticus
Neoplocaederus rusticus är en skalbaggsart som först beskrevs av Fabricius 1781.  Neoplocaederus rusticus ingår i släktet Neoplocaederus och familjen långhorningar.
Artens utbredningsområde är Bangladesh. Inga underarter finns listade i Catalogue of Life.